# Sara Casadei
Sara Casadei (2 ottobre 1975) è un'ex nuotatrice sammarinese.

## Biografia
Nata nel 1975, a 16 anni ha partecipato ai Giochi olimpici di Barcellona 1992, nei quali è stata portabandiera di San Marino, prima donna di sempre a portare il vessillo sammarinese. Ha gareggiato nei 50 m stile libero, venendo eliminata in batteria con il 49º tempo, 30"05.